# Rubén Morán
Rubén Morán (* 6. August 1930 in Montevideo; † 3. Januar 1978) war ein uruguayischer Fußballspieler. Er zählte zu den Spielern die 1950 durch einen 2:1-Sieg über Brasilien die Fußballweltmeisterschaft gewannen.

## Wirken
El Tiza („die Tafelkreide“), wie er wohl entsprechend seiner physischen Charakteristik genannt wurde, wuchs als Sohn asturischer Einwanderer aus der Stadt Gijon in Villa del Cerro, einem zentrumsnahen Viertel der uruguayischen Hauptstadt Montevideo auf. Seine fußballerischen Anfänge machte er bei CS Cerrito, dem kleineren Verein im Viertel, mit dem er 1948 die viertklassige Divisional Extra gewann. Schon 1949 wechselte er zum bedeutenderen CA Cerro in der ersten Liga.
Am 7. April 1949 debütierte er bei einem 5:1-Sieg gegen Chile in Santiago de Chile in der Nationalmannschaft von Uruguay. Er erzielte dabei den fünften Treffer. Zwei Tage später war er an gleicher Stelle bei einem weiteren Spiel gegen Chile, das diesmal mit einem 2:1-Sieg der Gastgeber endete, erneut dabei. Er kam anschließend, in das Aufgebot Uruguays für die Weltmeisterschaft 1950 in Brasilien. Neben ihm waren noch Héctor Vilches und Matiás González von Cerro dabei. Bei den drei Spielen auf dem Weg zum de-facto Endspiel gegen die Gastgeber fand er keine Berücksichtigung. Vor der entscheidenden Partie, die Uruguay im berühmten Maracanazo vor 200.000 Zusehern im Maracanã von Rio de Janeiro mit 2:1 gewann, verletzte sich der standardmäßige Linksaußen Ernesto Vidal, was ihm zu seinem einzigen Spiel bei diesem Turnier verhalf. Er war in diesem Spiel erst 19 Jahre und 344 Tage alt und wurde damit zum bis dahin jüngsten Fußball-Weltmeister. Morán gehörte auch dem Aufgebot Uruguays bei der Südamerikameisterschaft von 1953 in Lima, Peru an. Neben Matías González war er dabei der einzige verbliebene Spieler vom Maracanazo. Dort wurde er in der Begegnung mit Brasilien in der 83. Minute für Donald Peláez eingewechselt. Brasilien gewann diesmal mit 1:0. Uruguay wurde in diesem Turnier Dritter hinter Brasilien und Argentinien. Im vorletzten Spiel Uruguays, einem 6:0-Erfolg gegen Ecuador kam er zu Halbzeitpause für Peláez auf den Platz, und somit zu seinem letzten Einsatz für die Nationalmannschaft. Uruguay belegte bei dem Turnier hinter Paraguay und Brasilien den dritten Platz. Allerdings fehlte mit Argentinien der große Konkurrent Uruguays.
Auf Vereinsebene belegte er in diesen Jahren Plätze im Mittelfeld der Liga. 1953, so berichtete er, hatte er Angebote von den Boca Juniors und einem spanischen Verein erhalten. Cerro konnte ihn aber mit dem Versprechen halten, ihm beruflich weiterzuhelfen. Praktisch geschah aber nichts, und so wechselte er zur Saison 1954 zu Defensor in Montevideo. Für diesen Verein kam er aber nur viermal zum Einsatz.
Zwischen 1955 und 1963, vielleicht nur vier Jahre lang, spielte er noch in der Provinz bei Huracán de Rivera. Mit der Auswahlmannschaft des Departamento Rivera nahm er an der Meisterschaft des uruguayischen Hinterlands teil, das von der Organización del Fútbol del Interior veranstaltet wird. Zudem spielte er noch mit weiteren alten Weltmeistern von 1950 bei einigen Wohltätigkeitsspielen zur Unterstützung des Kampfs gegen Polio.
Später kehrte er zurück nach Cerrito und arbeitete den Rest seiner Jahre im öffentlichen Dienst, wie viele weitere verdiente Spieler jener Ära. Im Januar 1978 verstarb er als erster der legendären Mannschaft von 1950.
Heutzutage erinnert eine kleine Grünfläche in Cerro, der Espacio Libre Ruben Morán, die von den mit kleinbürgerlichen Einfamilienhäusern gesäumten Straßen Nantes, Juan Méndez und Juan Acosta umrahmt wird, an ihn. Auf einer kleinen Ziegelwand ist hier eine Tafel zu seinem Gedenken angebracht.